# Ululodes pilosus
Ululodes pilosus är en insektsart som beskrevs av Van der Weele 1909. Ululodes pilosus ingår i släktet Ululodes och familjen fjärilsländor. Inga underarter finns listade i Catalogue of Life.